# 月斑䲗
月斑䲗（学名：Callionymus lunatus）又名弯月斜棘䲗、月斑斜棘䲗、老鼠、狗圻，俗名月背果鼠䲗鱼、滑鼠䲗鱼，为䲗科䲗屬的一种鱼类。分布于朝鲜至日本、台湾岛以及中国东海、黄海沿岸等海域。该物种的模式产地在日本。该物种于1845年由康拉德·雅各·特明克和赫爾曼·施萊格爾描述。